# Xatar

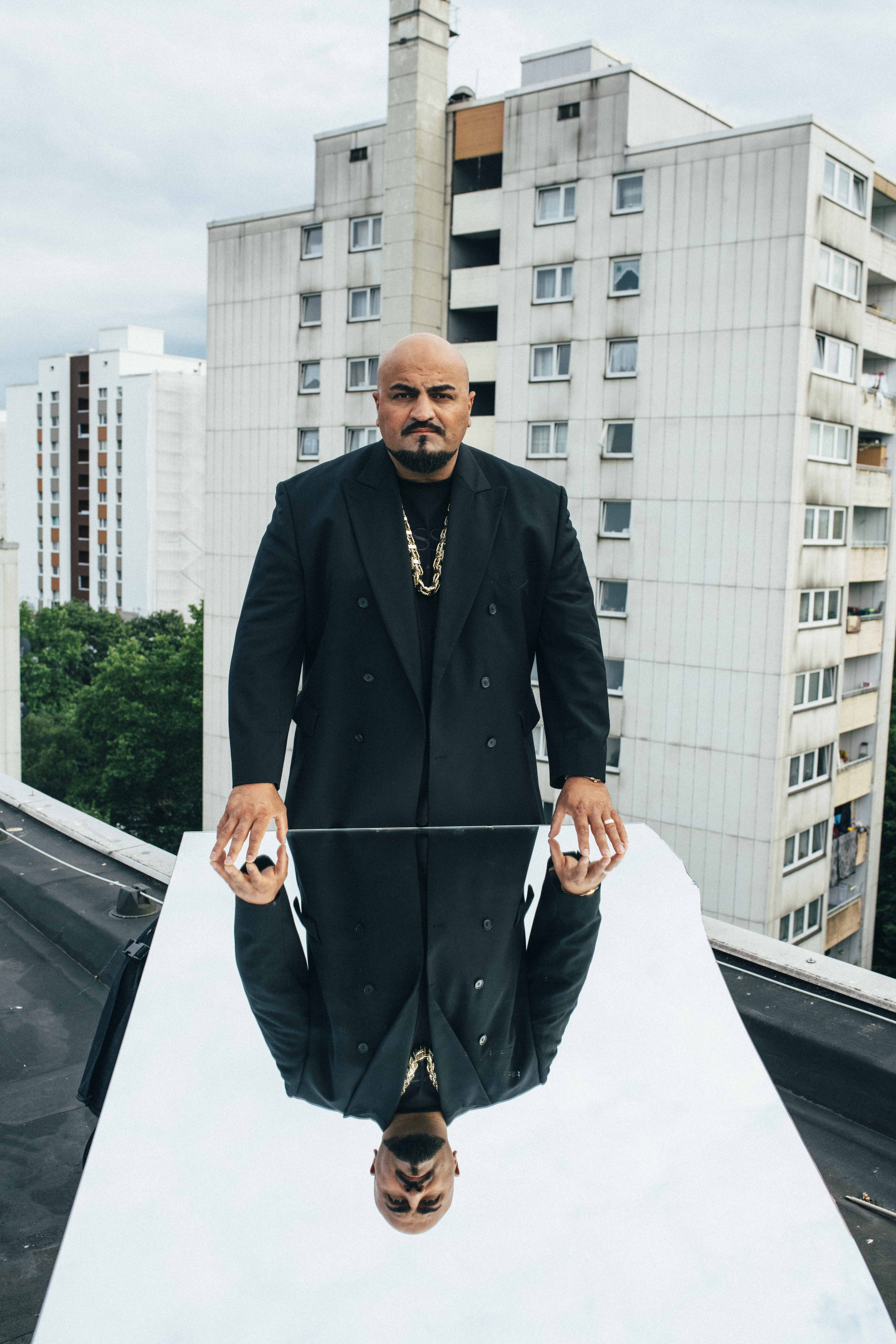
Xatar (2018)

Xatar [ˈχatar] (* 24. Dezember 1981 in Sanandadsch, Iran; † 7. Mai 2025 in Köln; bürgerlich Giwar Hajabi) war ein deutscher Rapper, Produzent und Unternehmer kurdischer Abstammung aus Bonn.
Neben seiner eigenen Rap-Karriere war er Gründer und Inhaber der Labels Alles oder Nix Records, Kopfticker Records, Groove Attack TraX und Goldmann Entertainment. Über seine Labels förderte er Hip-Hop-Musiker wie SSIO, Schwesta Ewa, Eno, Mero und Sero el Mero. Parallel zu seiner musikalischen Tätigkeit erweiterte er mit der Shisha-Bar Bar Noon, dem Köfte-Imbiss Haval Grill, der Tabak-Marke Orijinal und dem Schmuck- und Kleidungsdesign für Massari seine unternehmerische Arbeit. Mit seiner Autobiografie Alles oder Nix: Bei uns sagt man, die Welt gehört dir trat er 2015 als Autor in Erscheinung. Zudem erlangte er 2009 durch einen Überfall auf einen Goldtransporter nationale Bekanntheit.

## Leben und Karriere

### Kindheit und Ausbildung

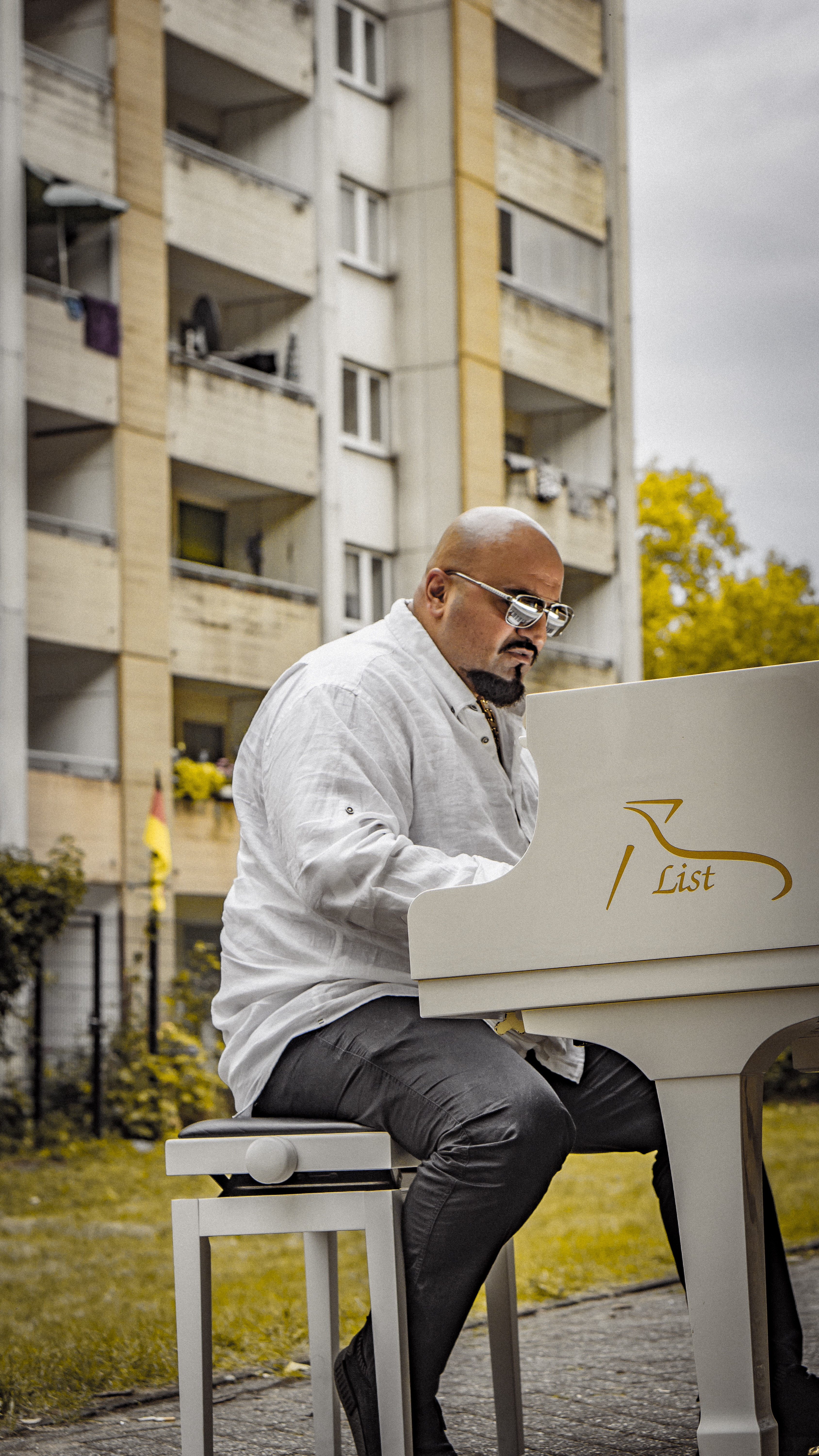
Xatar erlernte ab dem neunten Lebensjahr das Klavierspielen (2018)

Xatar wurde 1981 unter dem Namen Giwar Hajabi (Sorani ژیوار حاجبی DMG Žīwār Ḥāğabī) in Sanandadsch in der iranischen Provinz Kurdistan geboren. Sein Vater ist der Musikprofessor und Komponist Eghbal Hajabi. Anfang der 1980er Jahre flüchteten seine Eltern mit ihm in den nahegelegenen Irak. Zu dieser Zeit brach der Erste Golfkrieg zwischen den beiden vorderasiatischen Staaten aus. Nach den Übergriffen des Regimes Saddam Husseins auf die kurdische Minderheit im Irak kamen seine Eltern in Haft, als Xatar drei Jahre alt war. Im Interview berichtete er, dass seine Mutter in der Haft gefoltert wurde, weil sie „die Positionen der kurdischen Rebellen verraten“ sollte. Zusammen mit seinen Eltern war er einige Monate im Gefängnis in Samawa eingesperrt. Mit Hilfe des Deutschen Roten Kreuzes gelangte seine Familie nach einem einjährigen Zwischenstopp in Paris 1985 als Asylbewerber nach Bonn. Dort lebte sie in einem Hochhaus im Ortsteil Brüser Berg am Rande der Stadt. Ab dem neunten Lebensjahr erhielt Hajabi Klavierunterricht. Durch Dr. Dres Debütalbum The Chronic wurde 1993 sein Interesse an Hip-Hop geweckt. Nach eigener Aussage litt er als Jugendlicher unter Armut und Ausgrenzung: „Meine Mutter ging putzen, mein Vater ist abgehauen. Es war nicht schön mit anzusehen, wie sich meine Mutter Tag für Tag abmühte. Dazu kam, dass ich auf dem Gymnasium wie ein Außenseiter behandelt wurde. Die Deutschen nannten mich einen Asi. Zu den Geburtstagen wurden alle eingeladen. Außer mir. Ich wurde dann der Asi, den sie wollten.“ Nach Abschluss seiner Schullaufbahn schloss er eine Ausbildung zum informationstechnischen Assistenten ab. Als er wegen des Verdachts auf Drogenhandel gesucht wurde, zog er nach London, wo er von 2005 bis 2007 an der Metropolitan University International Business und Music Business studierte. Nachdem der Haftbefehl gegen ihn wegen Beweismangels aufgehoben worden war, kehrte er nach Deutschland zurück.

### Überfall auf Goldtransporter
Am 15. Dezember 2009 überfiel Hajabi gemeinsam mit drei Komplizen einen Goldtransporter. Die als Steuerfahnder und Polizisten verkleidete Gruppe erbeutete dabei Gold im Wert von etwa 1,7 Millionen Euro. Xatar floh daraufhin über Moskau in den Irak, wo er durch den kurdischen Geheimdienst festgenommen wurde und später auch gefoltert worden sein soll. Im Mai 2010 erfolgte die Abschiebung nach Deutschland. Die Stuttgarter Staatsanwaltschaft erhob am 14. Juli 2010 Anklage gegen Hajabi und fünf weitere Tatverdächtige. Am 27. Oktober 2010 begann der Prozess vor dem Landgericht Stuttgart. Nachdem die große Strafkammer des Landgerichts in Aussicht gestellt hatte, im Falle eines Geständnisses die Haftstrafen auf sieben bis acht Jahre zu begrenzen, legte Hajabi im Mai 2011 ein umfassendes Geständnis ab. Das Gericht verurteilte ihn daraufhin am 22. Dezember 2011 wegen schweren Raubes, gefährlicher Körperverletzung und Freiheitsberaubung zu acht Jahren Freiheitsstrafe. Mit seinem Urteil folgte es damit in weiten Teilen den Forderungen der Staatsanwaltschaft. Während seiner Inhaftierung blieb Xatar weiterhin als Manager und Musiker aktiv. Für diese Zwecke ließ er sich ein Mobiltelefon in seine Zelle in der Justizvollzugsanstalt Rheinbach schmuggeln. Am 5. Dezember 2014 erfolgte die vorzeitige Haftentlassung Xatars aus der Justizvollzugsanstalt Rheinbach.

### Musikalische und unternehmerische Karriere

#### Anfänge als Rapper und Gründung vonAlles oder nix Records
Ende der 1990er Jahre begann Hajabi unter dem Pseudonym Xatar, der kurdischen Bezeichnung für „Gefahr“ (Sorani خەتەر), im Aufnahmeraum eines Jugendzentrums zu rappen und Beats zu produzieren. 2007 gründete er das Label Alles oder Nix Records, das einen Vertriebsvertrag mit Groove Attack einging. Als erste Künstler nahm er Samy und SSIO unter Vertrag. Ende November 2008 erschien unter dem Titel Alles oder nix sein erstes Album. Neben seinen Labelkollegen Samy und SSIO finden sich darauf auch Gastbeiträge von La Honda, Azad, Jetsett Mehmet, Jamila und Jalaal. Knapp ein Jahr nach seiner Veröffentlichung wurde Xatars Debütalbum durch die Bundesprüfstelle für jugendgefährdende Medien indiziert.
2011 nahm Alles oder Nix Records die Rapperin Schwesta Ewa unter Vertrag. Zudem arbeitete er an seinem zweiten Album, indem er sich in Haft nachts über das Mobiltelefon Instrumentals vorspielen ließ und dazu seine Songtexte in ein Diktiergerät einrappte. Die Bänder schickte er anschließend per Post an sein Label. Hajabi wurde nach einigen Monaten erwischt und in Einzelhaft gebracht, doch das Album konnte vervollständigt und ergänzt um Gastbeiträge von Rappern wie Farid Bang, Nate57, Celo & Abdi, Capo und Eko Fresh im April 2012 über sein Label veröffentlicht werden. Die nach seiner Gefangenennummer benannte Veröffentlichung Nr. 415 stieg auf Platz 19 der deutschen Album-Charts ein. In der Schweiz erreichte es Rang 23 und in Österreich Rang 52. Neben Nr. 415 veröffentlichte Alles oder Nix Records im Verlauf von Xatars Haftzeit auch die Alben Spezial Material und BB.U.M.SS.N. von SSIO, Realität von Schwesta Ewa und Sechs Kronen von Kalim.

#### Kommerzieller Durchbruch mitBaba aller Babasund Kollaboration mit Haftbefehl
Einen Monat nach seiner Haftentlassung veröffentlichte er über sein Label Schwesta Ewas Debütalbum Kurwa. Zugleich begann er mit der Produktion seines dritten Albums, für das er mit SSIO, Haftbefehl, Schwesta Ewa, Olexesh, Kalim, Samy und Teesy erneut eine Reihe namhafter Gäste gewinnen konnte. Im Mai 2015 erschien Baba aller Babas und erreichte Platz 1 der deutschen Charts. In Österreich und der Schweiz positionierte es sich jeweils auf Rang 3. Abseits der Musik eröffnete Xatar im selben Jahr gemeinsam mit SSIO und zwei weiteren Freunden die Kölner Shisha-Bar Bar Noon. Am 12. Oktober 2015 veröffentlichte er seine Autobiografie Alles oder Nix: Bei uns sagt man, die Welt gehört dir über den Riva Verlag. Xatar stellte das Buch unter anderem im Rahmen der Frankfurter Buchmesse und bei stern TV vor. Des Weiteren gründete er mit Kopfticker Records ein Zweitlabel für Rapper, die stilistisch nicht zu Alles oder Nix Records passen. Als erster Künstler veröffentlichte Plusmacher sein Album Ernte.
Anfang 2016 trat Xatar im Zuge der Benefizaktion The Voice Of The Voiceless in der Berliner Columbia Halle auf. An der von dem gemeinnützigen Verein Our Bridge organisierten Veranstaltung zur Finanzierung eines Waisenhauses im Nord-Irak beteiligten sich auch Azad, SSIO, Schwesta Ewa, Haftbefehl und die 187 Strassenbande. Über Xatars Hauptlabel Alles oder Nix Records erschienen im selben Jahr die Alben 0,9, mit dem SSIO erstmals Platz 1 der Charts erreichen konnte, sowie Odyssee 579 von Kalim. Im Mai 2016 kündigten Xatar und Haftbefehl mit einer Promotion-Aktion im Rahmen der Fernsehsendung Studio Amani und der anschließenden Entfernung ihrer Social-Media-Profile das gemeinsame Album Der Holland Job an. Das Berliner Label Four Music veröffentlichte es am 12. August 2016. Sowohl in Deutschland als auch in Österreich und der Schweiz belegte das Kollaboalbum Platz 1 der Charts.

#### Ausweitung der unternehmerischen Felder und Vertrag mit Universal Music

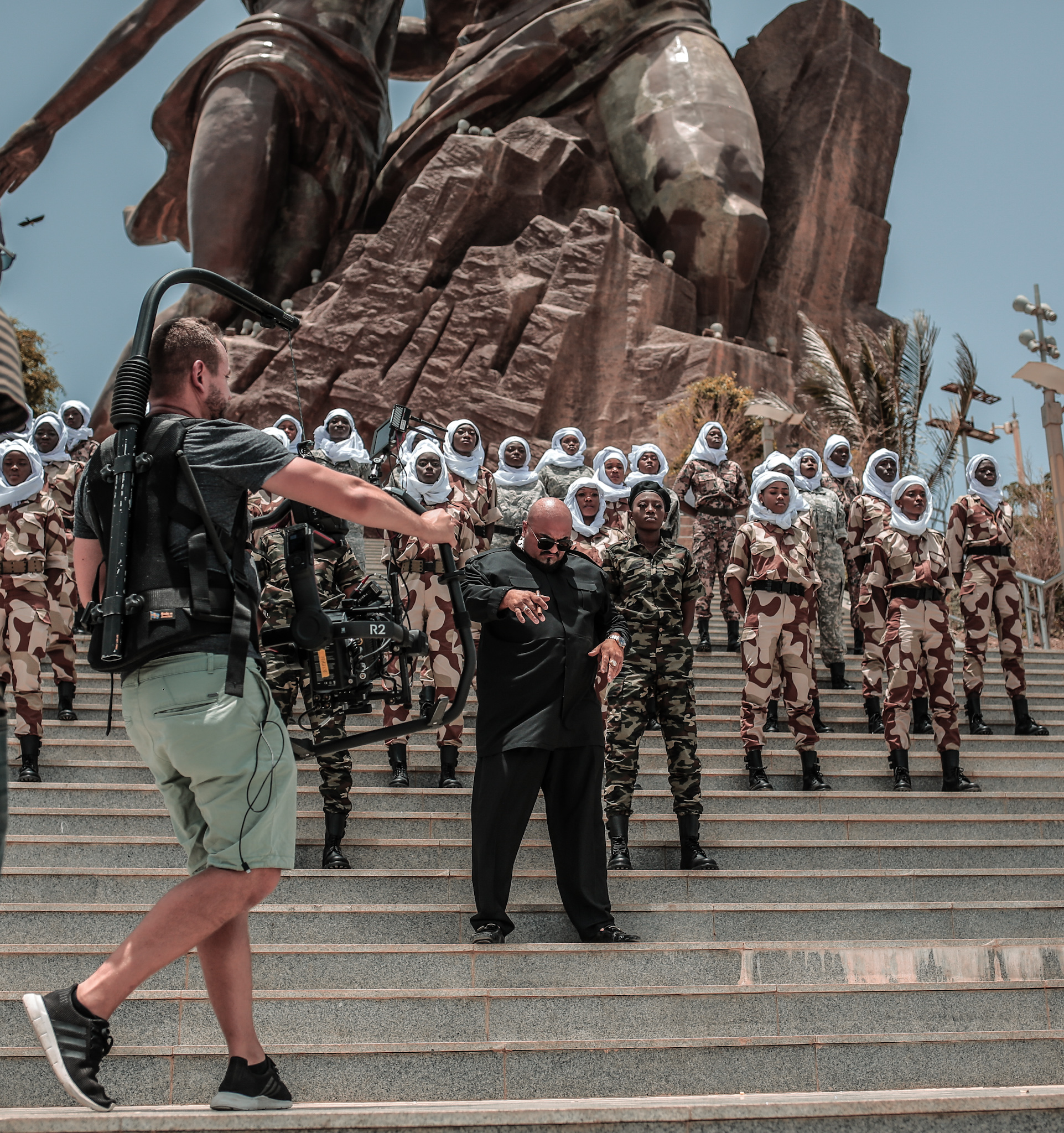
Daniel Zlotin (links) und Xatar beim Videodreh zu Gaddafi

2017 erschienen die Alben Shäms von Samy und Thronfolger von Kalim über Alles oder Nix Records sowie Xalaz von Eno, Entre 2 Mondes von Yonii, Kush Hunter von Plusmacher, Der letzte weisse König von Sylabil Spill und Favela von Levo über Kopfticker Records. Im November löste Xatar sein Zweitlabel auf, womit auch die Rapper Eno, Yonii, Sylabil Spill, Ajé, Joao Michel Diau, Dollar Euro Yen und Levo ihre Verträge verloren. Zeitgleich verkündete er die Gründung der Plattform PUSH, auf der sich Künstler präsentieren können. Ab 100.000 Klicks sollten sie die Möglichkeit erhalten, ein Album zu veröffentlichen.
Im selben Jahr begann Xatar seine Betätigungsfelder abseits der Musikindustrie zu erweitern. In Zusammenarbeit mit Golden Pipe gründete er die Shisha-Tabak-Marke Orijinal. Mit dem Unternehmen Massari begann er sich darüber hinaus als Mode- und Schmuckdesigner zu betätigen. Für die Marke kooperierte er mit DefShop. Für den deutschen Gangsterfilm Nur Gott kann mich richten von Moritz Bleibtreu, unter der Regie von Özgür Yıldırım, erhielt Xatar den Auftrag, einen Sampler zusammenzustellen. Im Januar 2018 erschien die Veröffentlichung über die Warner Music Group. Auf dem Sampler sind unter anderem Soufian, Lary, Disarstar, Luciano und Schwesta Ewa vertreten. Xatar trat zudem in einer kleinen Rolle im dazugehörigen Drama auf. Auch im Film Familiye und der ZDFneo-Sitcom Blockbustaz trat er schauspielerisch in Erscheinung.
Im März 2018 unterschrieb Xatar einen Vertrag bei der Universal Music Group, die seitdem den Vertrieb für die Veröffentlichungen seines Labels übernehmen. Zum zehnjährigen Jubiläum seines Debütalbums erschien im September sein viertes Soloalbum Alles oder Nix II. In der limitierten Box-Edition findet sich zudem das um die indizierten Stücke reduzierte Debütalbum des Rappers. Als Gastrapper sind Capital Bra, Azet, Schwesta Ewa, Samy, Eno und Nu51 vertreten. Alles oder Nix II erreichte als dritte Veröffentlichung des Bonners Platz 1 der Charts. Neben seinem eigenen Album veröffentlichte der von Alles oder Nix Records übernommene Eno das Album Wellritzstrasse. Mit Aywa und Mann im Haus erschienen 2018 zudem Alben von Schwesta Ewa und Samy. Dagegen lief Kalims Vertrag mit dem Label im Sommer aus. Er unterschrieb später einen Künstlervertrag bei Urban. Am 15. Dezember 2022 wechselte Xatar zum Berliner Label Budde Talent Agency.

#### Gründung von Groove Attack TraX und Insolvenz

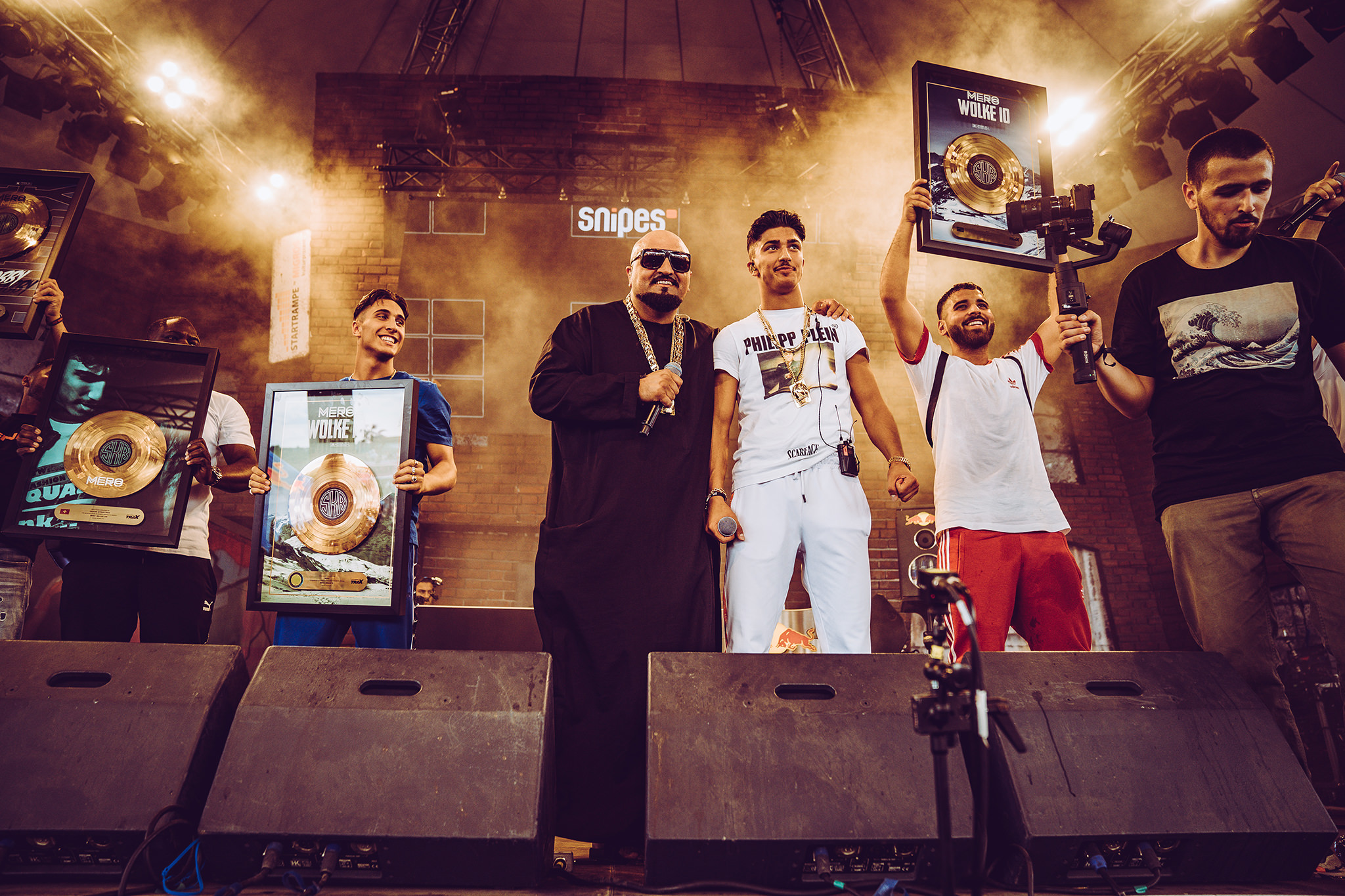
Xatar (Mitte) mit seinen Künstlern Sero el Mero (links) und Mero (rechts neben ihm)

Ende des Jahres gründete Xatar gemeinsam mit dem Vertrieb Groove Attack das Label Groove Attack TraX. Als erster Künstler erhielt Mero einen Vertrag. Mit seinen ersten drei Singles Baller los, Hobby Hobby und Wolke 10 sowie seinem im März 2019 folgenden Album Ya Hero Ya Mero erreichte er jeweils Platz 1 der deutschen Charts. Zudem erhielt Baller los Goldene Schallplatten in Deutschland, Österreich und der Schweiz. Im Mai 2019 folgte Enos Album Fuchs als Veröffentlichung über Alles oder Nix Records. Die Singleauskopplung Ferrari mit Mero belegte in Deutschland, Österreich und der Schweiz Rang 1.
Im Mai veröffentlichte das Y-Kollektiv eine Dokumentation, die die Manipulation der Abrufzahlen von Streamingdiensten und der Charts behandelte. Der Reporter Ilhan Coşkun interviewte darin eine unter dem Pseudonym Kai auftretenden Person, die behauptete, im Auftrag von Managern, die Charts zu beeinflussen. Mit Mero und Sero el Mero benannte er zwei junge Rapper aus dem Umfeld von Xatar, deren Zahlen manipuliert worden sein sollen. Das Video erfuhr eine breite Resonanz in der deutschen Rap-Szene. Xatar wies den Vorwurf von sich, „Fake-Streams“ gekauft zu haben. Auch Groove Attack und Groove Attack TraX erklärten, „zu keinem Zeitpunkt Klicks gekauft oder sonstige Manipulationsbestrebungen unternommen [zu] haben, um Artists künstlich zu Ruhm zu verhelfen“. Zeitgleich zur Kontroverse nahm Groove Attack TraX den Bremerhavener Rapper Sero el Mero unter Vertrag. Auf die Singles Ohne Sinn, Dein Fahrer, Nokia und Telefon folgte Mitte August sein Debütalbum BabyFaceFlow.
Mit dem Haval Grill stieg Xatar im Sommer 2020 in die Gastronomie ein. Der vor allem auf Köftespieße spezialisierte Imbiss in Bonn sollte die erste Filiale eines geplanten Franchise sein, für das er international Lizenznehmer suchte. Später vertrieb Xatar die Produkte seines Grills auch als Tiefkühlkost. Anfang 2021 gründete Xatar das Independent-Label Goldmann Entertainment, mit dem er internationale Musiker fördern wollte. Des Weiteren verfilmte Regisseur Fatih Akin das Leben des Rappers unter dem Titel Rheingold. Der Film wurde im Herbst 2022 uraufgeführt und kam am 27. Oktober 2022 in die deutschen Kinos. Der Schauspieler Emilio Sakraya übernahm die Hauptrolle.
2023 gingen fünf seiner Gesellschaften aus den Bereichen Musikvermarktung, Künstlerbetreuung und Immobilien insolvent. Im März 2024 folgte die Insolvenz seines Labels Alles oder Nix Records. Nach seinem Tod wurde seine im September 2024 angemeldete Privatinsolvenz bekannt.

### Tod
Am Abend des 8. Mai 2025 wurde Xatar tot in der Wohnung einer Geschäftspartnerin in Köln aufgefunden, der Grabstein gibt als Todesdatum den 7. Mai 2025 an. Er wurde 43 Jahre alt. Die genaue Todesursache ist bisher nicht bekannt, jedoch wurden bei der Obduktion keine Anzeichen von äußerlicher Gewalteinwirkung festgestellt. In der Folge wurde bekannt, dass er 2021 einen Schlaganfall erlitten hatte. Nach diesem stellte er seinen Lebensstil komplett um und nahm mehr als 50 Kilogramm ab. Am 15. Mai wurde er im muslimischen Teil des Bonner Nordfriedhofs beerdigt.

## Werk

### Diskografie
Studioalben

| Jahr | Titel Musiklabel                         | Höchstplatzierung, Gesamtwochen, AuszeichnungChartplatzierungen (Jahr, Titel, Musiklabel, Platzierungen, Wochen, Auszeichnungen, Anmerkungen, Cover) | Höchstplatzierung, Gesamtwochen, AuszeichnungChartplatzierungen (Jahr, Titel, Musiklabel, Platzierungen, Wochen, Auszeichnungen, Anmerkungen, Cover) | Höchstplatzierung, Gesamtwochen, AuszeichnungChartplatzierungen (Jahr, Titel, Musiklabel, Platzierungen, Wochen, Auszeichnungen, Anmerkungen, Cover) | Anmerkungen | Cover |
| Jahr | Titel Musiklabel                         | DE | AT | CH | Anmerkungen | Cover |
| ---- | ---------------------------------------- | --- | --- | --- | --- | ----- |
| 2008 | Alles oder nix Alles oder Nix Records    | — | — | CH73 (1 Wo.)CH | Erstveröffentlichung: 28. November 2008 Indiziert am: 26. Februar 2010 Neuveröffentlichung: 21. September 2018 Charteinstieg erst posthum im Mai 2025 |       |
| 2012 | Nr. 415 Alles oder Nix Records           | DE19 (2 Wo.)DE | AT52 (1 Wo.)AT | CH23 (2 Wo.)CH | Erstveröffentlichung: 20. April 2012 Verkäufe: + 20.000                                                                                               |       |
| 2015 | Baba aller Babas Alles oder Nix Records  | DE1 (6 Wo.)DE | AT3 (2 Wo.)AT | CH3 (5 Wo.)CH | Erstveröffentlichung: 1. Mai 2015 |       |
| 2018 | Alles oder nix II Alles oder Nix Records | DE1 (3 Wo.)DE | AT7 (1 Wo.)AT | CH7 (2 Wo.)CH | Erstveröffentlichung: 21. September 2018 |       |
| 2021 | Hrrr Alles oder Nix Records              | — | AT45 (1 Wo.)AT | CH16 (2 Wo.)CH | Erstveröffentlichung: 12. Februar 2021 |       |

### Filmografie
- 2017: Nur Gott kann mich richten
- 2018: Blockbustaz
- 2018: Familiye
- 2022: Rheingold (Musik)

### Bücher
- 2015: Alles oder Nix: Bei uns sagt man, die Welt gehört dir, Riva Verlag, München, ISBN 978-3-86883-755-1

## Rezeption

### Erfolge und Auszeichnungen
Als Künstler feierte Xatar ab 2012 erste Erfolge. Mit seinem zweiten Album Nr. 415 stieg er in die Top 20 der Album-Charts ein. Für über 20.000 verkaufte Einheiten des Albums zeichnete ihn Impala, der Verband der Independent-Labels, mit dem Silver-Award aus. Baba aller Babas markierte 2015 den kommerziellen Durchbruch des Rappers. Das Album verkaufte sich über 70.000 Mal, womit es Platz 1 der deutschen Charts erreichte. Impala vergab dafür Double Silver. Auch die folgenden über die Vertriebswege von Major-Labels veröffentlichten Alben Der Holland Job und Alles oder Nix II platzierten sich auf Rang 1 der Charts. Auch für weitere künstlerische Bereiche erhielt Xatar Auszeichnungen. Als Autor erreichte er 2015 mit seiner Autobiografie Alles oder Nix: Bei uns sagt man, die Welt gehört dir die Spiegel-Bestsellerliste Sachbuch. Im selben Jahr führte er bei den Musikvideos Nullkommaneun und SIM-Karte von SSIO erstmals Regie. Bei der Echoverleihung 2016 erhielt er für die erstgenannte Produktion eine Nominierung in der Kategorie Bestes Video National.
Zeitgleich mit seinem persönlichen kommerziellen Durchbruch konnte Xatar auch in der Funktion des Labelsmanagers von Alles oder Nix Records erste Erfolge feiern. Während Schwesta Ewas Debütalbum Kurwa den Silver-Award von Impala entgegennehmen konnte, erlangte SSIO mit seinen Alben BB.U.M.SS.N. und 0,9 jeweils Double Silver. Mit seinem Unternehmen Groove Attack TraX erlangte er ab Ende 2018 noch deutlich höhere Verkaufs- und Streamingzahlen. Bereits die Debütsingle seines ersten Künstlers Mero stieg auf Platz 1 der deutschen und österreichischen Single-Charts ein. Auch die folgenden Songs Hobby Hobby und Wolke 10 erreichten die Spitzenpositionen beider Länder. Zudem erzielte Hobby Hobby am Tag seiner Veröffentlichung 2,1 Millionen Aufrufe auf dem Musikstreamingdienst Spotify. Damit handelt es sich um den meistgestreamten Titel an einem einzigen Tag in Deutschland. Die dritte Single Wolke 10 erreichte in den ersten 24 Stunden 4,47 Millionen Aufrufe auf YouTube, womit es laut Aussage des Videoportals „das größte deutsche HipHop-Debüt auf YouTube“ darstelle. Mit jeweils über 200.000 Verkäufen erlangten alle drei Lieder Gold-Status in Deutschland und Österreich. Meros erstes Album Ya Hero Ya Mero stieg im März 2019 auf Position 1 im deutschsprachigen Raum ein. Auch in den Niederlanden und Belgien erzielte der deutsch-türkische Rapper seine ersten Chartplatzierungen. Ferrari, eine Kollaboration von Eno und Mero, positionierte sich ebenfalls auf Platz 1 in den Charts dreier Staaten.
Bei den Hiphop.de Awards wurde Xatar 2019 und 2020 in der Kategorie „Macher des Jahres“ und 2022 in der Kategorie „Lebenswerk“ ausgezeichnet.

### Kritik

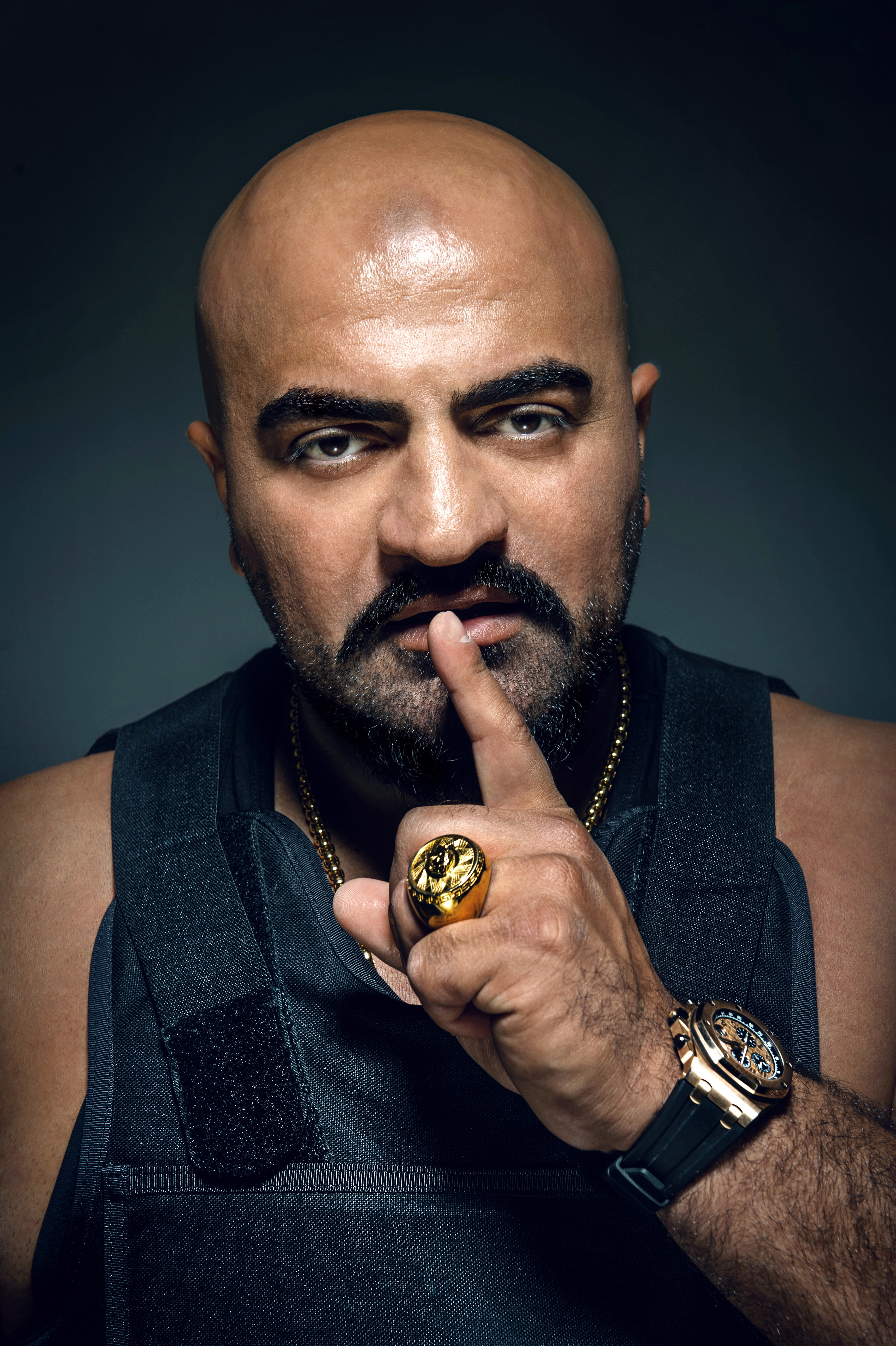
Xatar (2018)

Die Wochenzeitung Die Zeit bezeichnete den Rapper 2021 als „Hype-Maschine“. Xatar sei mit „seinem Gespür für musikalische Trends, crossmediale Vermarktung und eine permanente Selbstbeschau“ zum „höchst erfolgreichen Influencer geworden“. Damit setze er noch einen auf die raptypischen Themen „Batzen, Bündel, Trainingstaschen voller Euros“ drauf und mache „vor allem aus Gold Gold“. Puls, der Jugendkanal des Bayerischen Rundfunks, lobte Xatar als „Hustler vor dem Herrn“. Er schaffe es „mit seinem rheinländischen Charme, dem, was er für Deutschraps getan hat und vor allem auch mit seinem Humor, dass man über Dinge hinwegsieht, die eigentlich problematisch sind.“
Zum zehnjährigen Jubiläum von Alles oder Nix Records blickte Michael Rubach von Hiphop.de auf die Entwicklung von Xatar und seinem Label zurück. Die Künstler der Plattform seien zunächst vom G-Funk- und Boom-Bap-Rap der 1990er Jahre inspiriert gewesen. Mit ihrem „schnörkellosen Straßenrap“ haben sie sich von den „Trends oder stilistischen Wendungen der Zeit“ abgehoben, die „vor allem vom Berliner Untergrund und den wortspielgewaltigen Jungs aus Düsseldorf“ ausgegangen seien. Zudem habe Xatar „weit bevor Haftbefehl und andere Frankfurter der Generation nach Azad den mischkulturellen Slang mainstreamfähig“ gemacht hätten, Begriffe wie „Baba“ verwendet. Dennis Sand bewertete dagegen im Rahmen eines Xatar-Porträts 2015 die Anfänge kritischer. So habe der Bonner „damals noch recht ungelenk sein halb imaginiertes, halb reales Straßenleben auf Tonspur“ verbalisiert.
Die E-Zine laut.de befasste sich mit Xatars Musik ab dem ersten Album nach seiner Haftentlassung. Baba aller Babas und Alles oder Nix II erhielten jeweils drei von möglichen fünf Bewertungspunkten. Der Holland Job schnitt mit vier Punkten am besten ab. Xatar, der „wie ein mächtiger, über allem stehender Pate“ im „gepanzerten Jeep zurück ins Game“ rolle, umhülle laut David Maurer „eine gewaltige Aura.“ Inhaltlich zeige sich jedoch „schon nach einigen Durchgängen“, dass „die Tracks über sein Leben vor, während und nach dem Knast“ trotz einer guten Ausgangslage „keine besonders lange Halbwertszeit besitzen“ Dennoch zeige der Bonner, „dass ein gutes Album nicht zwingend komplexe Reimstrukturen und vertracktes Storytelling“ erfordere. Holger Grevenbrock lobte in Bezug auf Der Holland Job die „Dynamik aus schnellen und langsamen Parts“, die „für eine stets präsente Spannung“ sorge. Während Xatar „eher den klassischen Gangster“ mime, der „das Verhandeln zur Chefsache“ erkläre, erweise sich Haftbefehl „als sein völlig überdrehter Sidekick à la Robert De Niro in ‚Hexenkessel‘.“ Alles oder Nix II sei laut Lukas Rauer „trappiger und moderner“, womit es „mit dem für selbstverständlich gehaltenen AON-Kopfnicker-Sound“ breche. Zwar fehlten „starke Leadtracks wie ‚Iz Da‘ oder ‚Original‘“, dafür zeige Xatar im ehrlichen Song Schwesterherz seine „reflektierte Seite.“
Xatars 2015 erschienene Autobiografie erhielt durchwachsene Kritiken. Tobias Rapp vom Spiegel lobte Alles oder Nix: Bei uns sagt man, die Welt gehört dir. Bei dem Buch handele es sich um einen „Entwicklungsroman unserer Zeit“, der „spannend und gut erzählt“ sei. Mit Xatars Autobiografie sei der Wunsch wahr geworden, „dass Rapper als Straßenintellektuelle vom Leben in einem größer gewordenen Land und einer kleiner gewordenen Welt erzählen sollten.“ Selbst wenn „manches der Übertreibung geschuldet sein sollte“, sei die Geschichte des Rappers „immer noch irre genug.“ Weniger positiv bewertete Dani Fromm von laut.de das Sachbuch. Xatar setze sich „als die einsame Ausnahme, den einzig echten Verbrecher unter lauter Möchtegern-Banditen und Halunken-Darstellern“ in Szene. Dennoch stehe „von Seite eins an übergroß die Frage im Raum“, welcher Teil wahr sei. So säge die „gleich mehrfach geschwungene Rede von der ‚Wahrheit, wie sie hätte sein können‘“ weiter „an der Glaubwürdigkeit.“

### Kontroversen

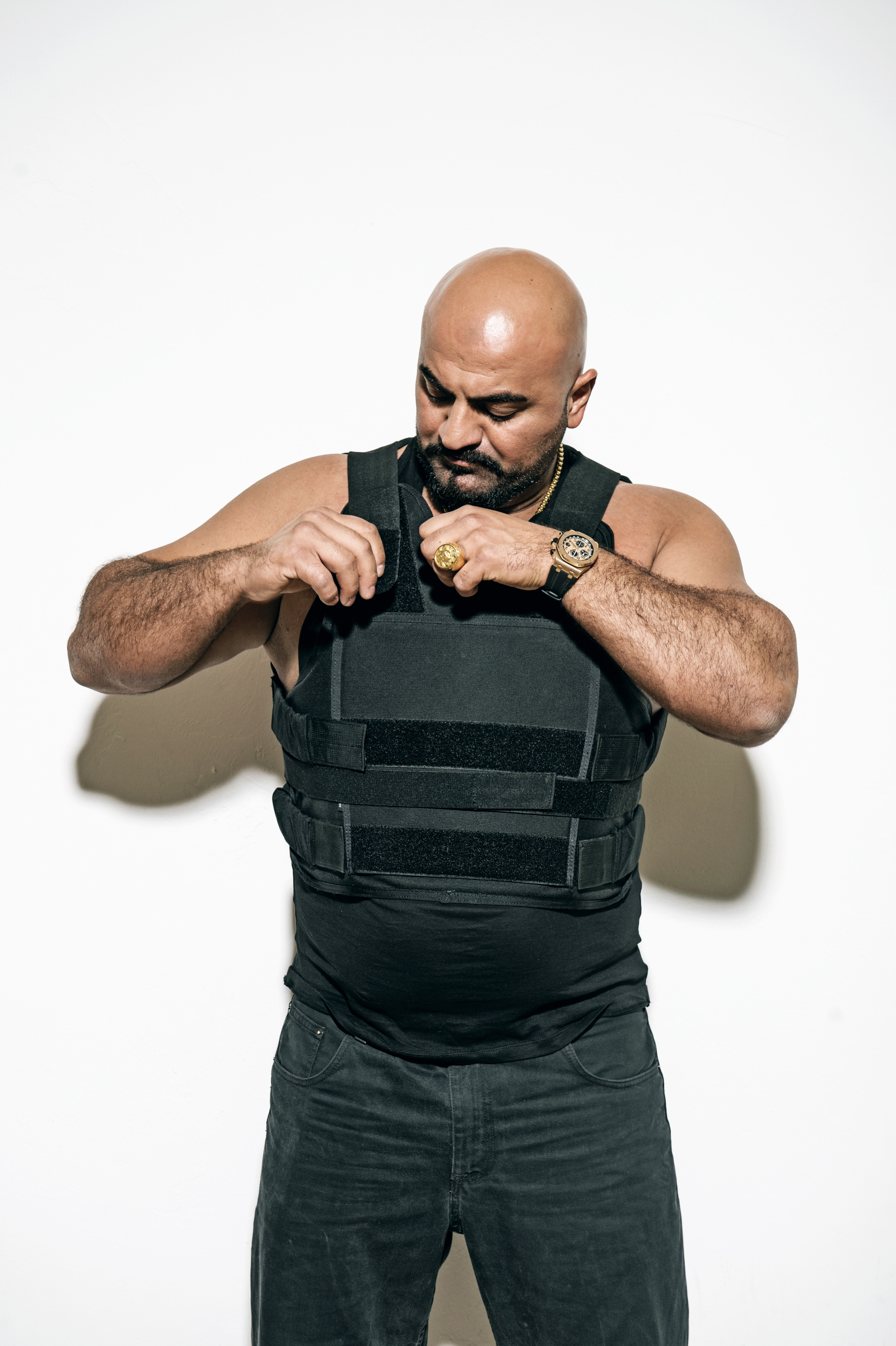
Xatar (2018)

Xatars Debütalbum brachte ihm den Vorwurf der Jugendgefährdung ein. Seit dem 26. Februar 2010 steht Alles oder Nix auf Liste A der indizierten Medien. Mit Platz ins Geschäft, Eine Geschichte 1, Skit, Guck, wie dein Herz klopft, Lauf weg, § 31 und B.O.X. wurden sieben Songs durch die Bundesprüfstelle als „jugendgefährdend“ eingestuft. Die Songs wirken „verrohend“ und reizen „zu Gewalttätigkeiten“ an. Aus Sicht der BpjM stelle Xatar die „Ausübung von Gewalt als nachahmenswert“ und ein „gewalttätiges Durchsetzen der eigenen Interessen als alternativloses Handlungskonzept“ dar. Aufgrund der verwendeten Ich-Perspektive erlange er einen „Vorbildcharakter für rezipierende Jugendliche“. Die „eher beschreibenden, teils sozialkritisch anmutenden Texte der anderen Lieder vermögen keinen Gesamtkontext herzustellen, der geeignet wäre, die indizierungsrelevanten Aussagen aufzufangen und ihnen eine andere Bedeutung zukommen zu lassen.“
Auch abseits der Musik sorgte Xatar wiederholt für eine kritische Berichterstattung. Neben dem medial breit rezipierten Überfall auf einen Goldtransporter sticht etwa seine 2009 erfolgte Verhaftung in Los Angeles hervor. Nachdem er unter anderem mit den Hip-Hop-Musikern Sido, DJ Tomekk und Harris durch einen Getränkehersteller in die Playboy Mansion von Hugh Hefner eingeladen worden war, kam es dort zu einer körperlichen Auseinandersetzung mit einer Frau. Im Zuge dessen schlug er sie, woraufhin ihn die Polizei verhaftete und in das Los Angeles County Jail überführte. Nach Zahlung einer Kaution in Höhe von 25.000 Dollar ließ sich Xatar laut eigener Aussage im deutschen Konsulat von Los Angeles einen provisorischen Pass ausstellen und floh vor Verhandlungsbeginn nach Mexiko, um von dort aus nach Deutschland zurückzukehren.
Im Sommer 2016 wurde ein Mann vor Xatars Shisha-Bar Bar Noon von mehreren Männern attackiert. Neben Messerstichen trug er auch einen Schädelbruch davon. Da die beteiligten Männer mit Xatar und der Verletzte mit dem Musiker KC Rebell in Verbindung gebracht wurden, sprachen einige Boulevard-Medien von einem „Rapper-Krieg“. Zwischen beiden Hip-Hop-Musikern war es einige Zeit zuvor zu öffentlichen Streitigkeiten gekommen, nachdem Xatar behauptet hatte, dass KC Rebell sich ein Jahr zuvor habe Alles oder Nix Records anschließen wollen. Nach dem Vorfall erließ das Amtsgericht Köln einen Haftbefehl gegen Xatar wegen versuchten Totschlags und gefährlicher Körperverletzung. Er stellte sich am 23. August 2016 und verwies darauf, zur Tatzeit auf dem Rückweg von einem Hannoveraner Festival gewesen zu sein. Der Haftbefehl wurde schließlich aufgehoben.